# 白根大凧合戦

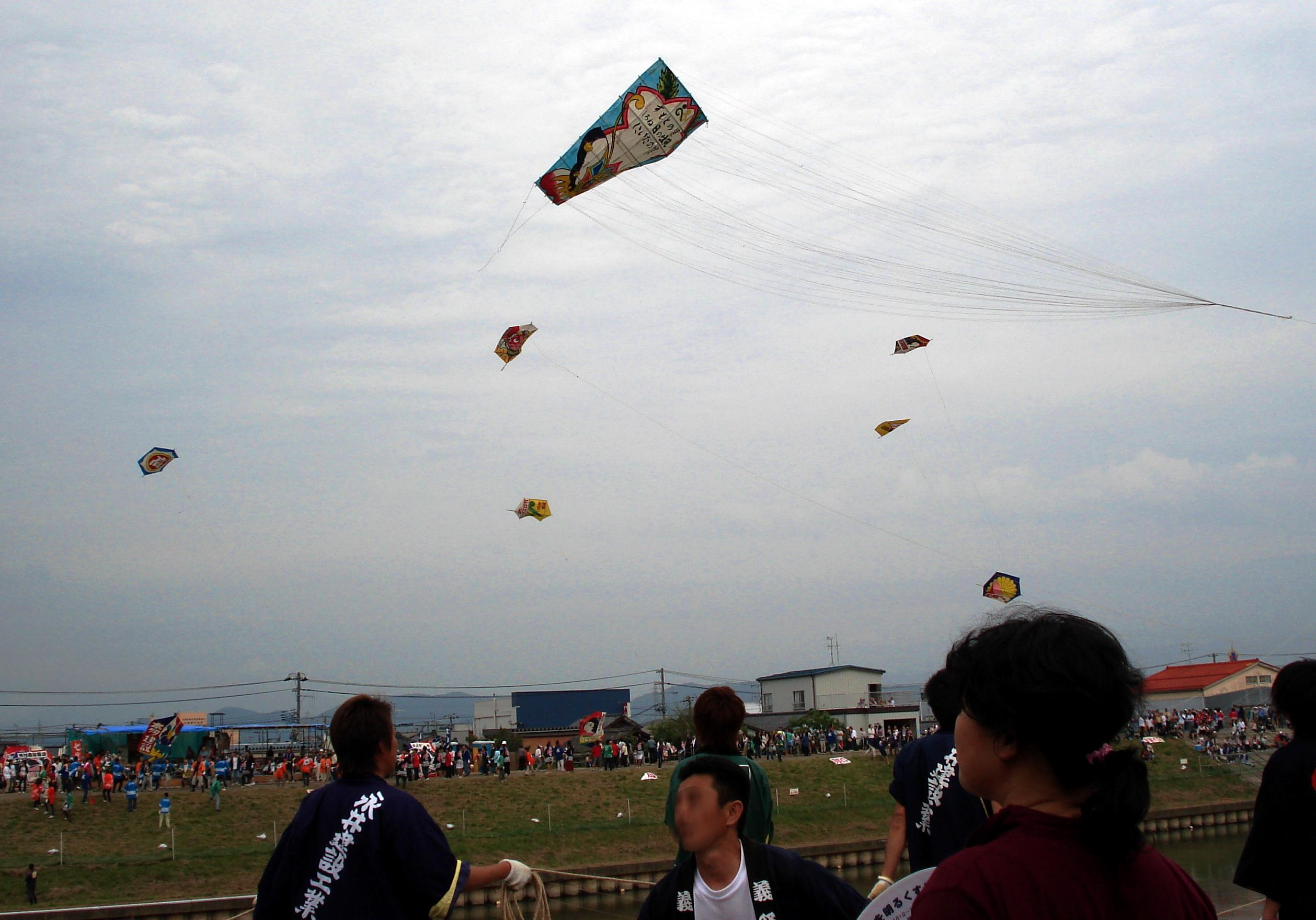
白根大凧合戦

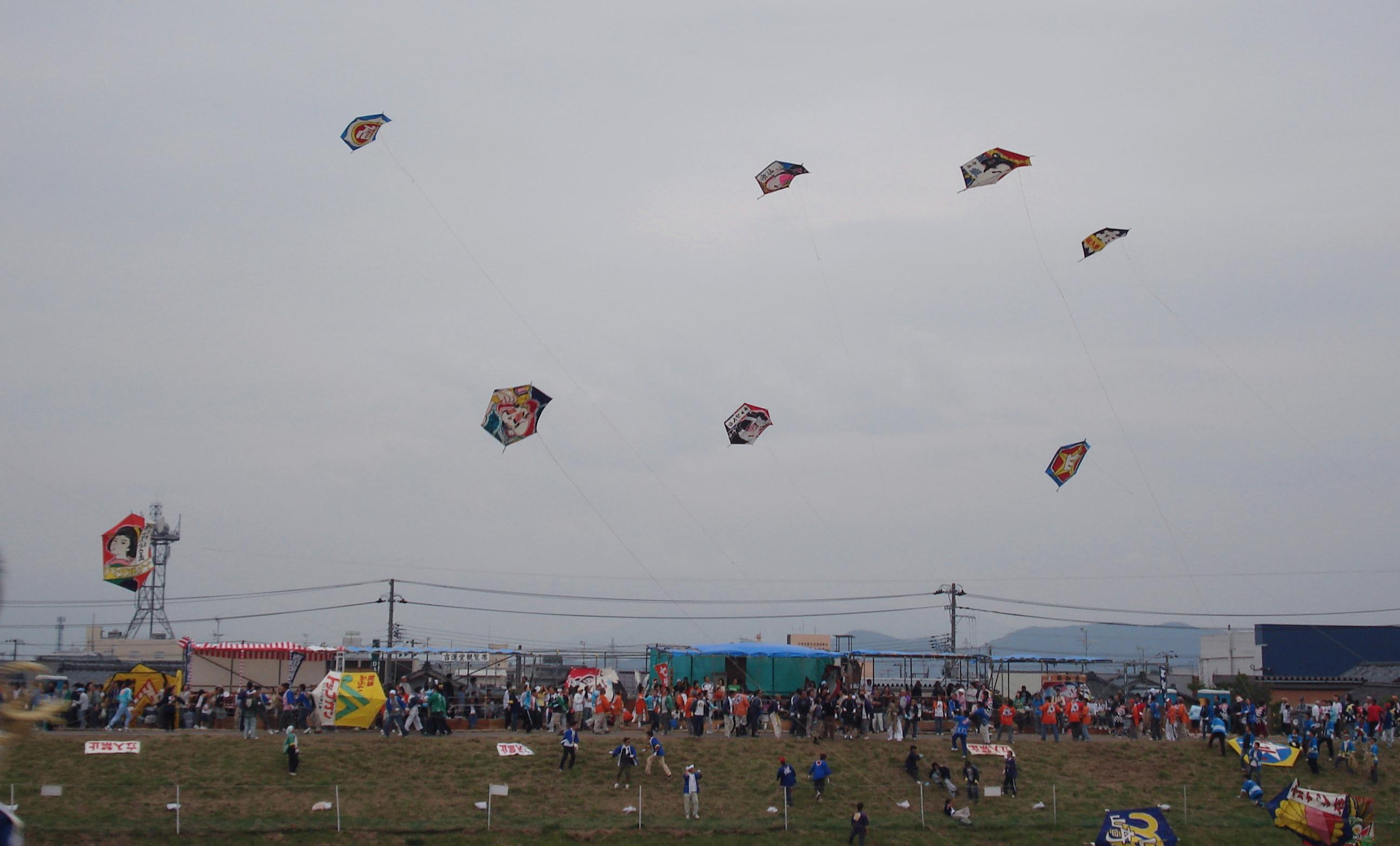
巻凧が揚がる様子

白根大凧合戦（しろねおおたこがっせん）は、新潟県新潟市南区白根（白根地区）と同区西白根（味方地区）で毎年6月上旬に開かれる凧の合戦。両地区が信濃川の分流である中ノ口川を挟んで両岸から大凧を揚げて絡ませ、凧の綱が切れるまで引き合い勝敗を決める勇壮な祭である。

## 歴史
元文2年（1737年）に始まったと伝えられる白根大凧合戦の起源は3つほど伝えられているが「殿様より拝領した凧を揚げたところ対岸の家屋に落下し、屋根を損壊、これに怒った対岸の住人が更に大きな凧を作り、わざと落として屋根を壊して仕返しをした」のが始まりとする説が最も有名である。しかし、これら3つの説については文献では伝えられていない。

## 概要

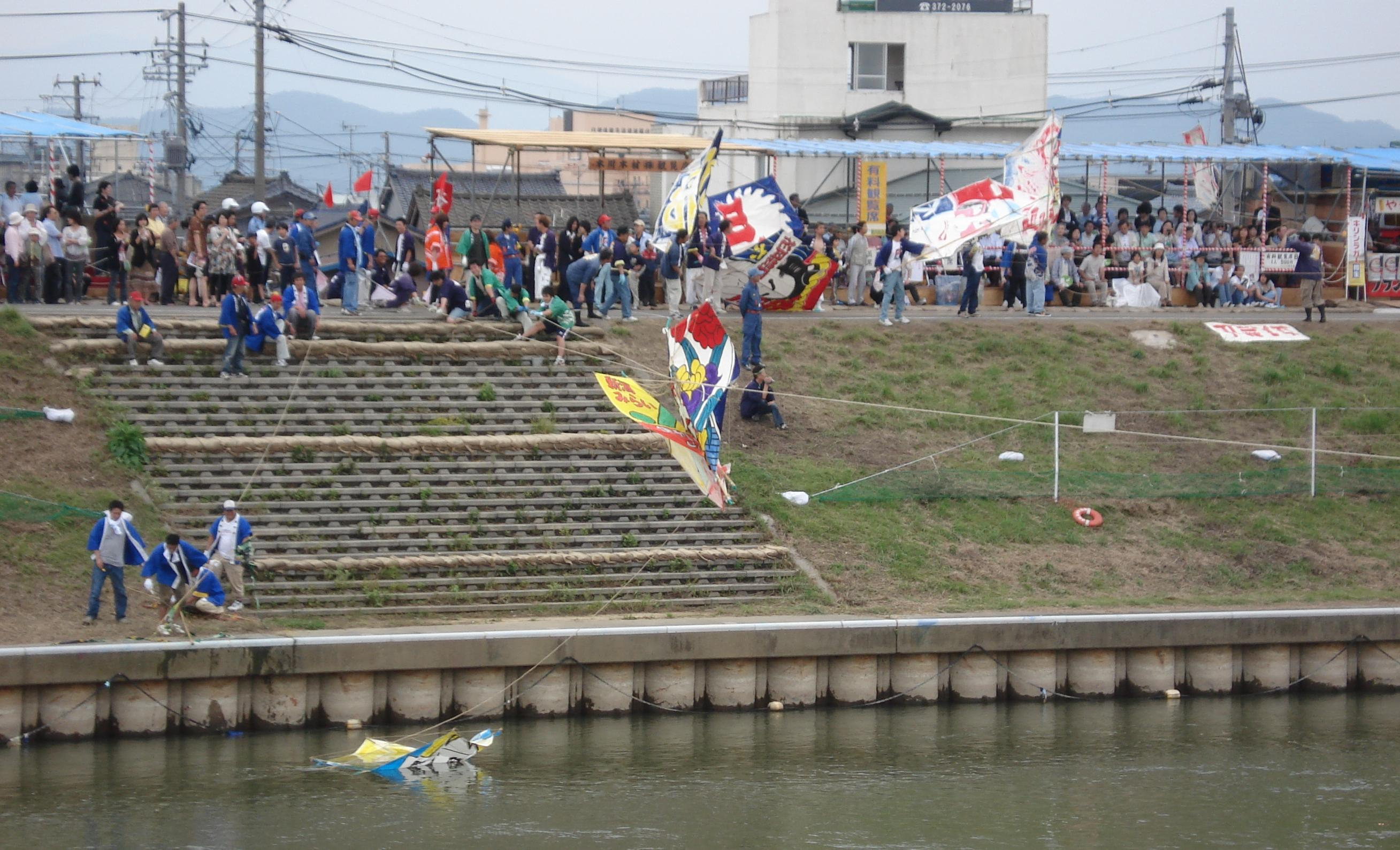
勝負の様子

毎年6月の初旬、第1木曜日より翌週の月曜日までの5日間開催される。雨の場合は開催されないが雨でなくても下風と呼ばれる川下から川上に向けて吹く風（北風）が適当な強さでないと大凧の合戦が行われないことが多い。これはこの理想的な風に合わせて凧の骨組となる竹の材質や加工方法、組み合わせ方、鼻緒と呼ばれる凧の姿勢や動きをコントロールする細い綱の長さを製作調整しているためである。
合戦は東軍（白根側）の大凧を先に揚げ、川の中程に低く位置させることから始まる。東軍側の大凧は綱を引くことにより上よりも横方向へ動くように製作調整されている。その後、西軍（西白根側）も大凧を揚げるが西軍側の大凧は綱を強く引くことにより高く舞い上がった後、左回りに回転し真っ逆さまに川面に突き刺さるような動きをする様に製作調整されており、タイミングを見計らって大凧の揚げ手が全力疾走すると東軍側の大凧の綱に絡み合うように落下し両軍の大凧は絡み合うことになる。絡み合った後、凧綱が切れるまで引き合い、切れてしまった側が負けとなる。

## 使用する凧の種類
合戦に使用される凧は「大凧」と「巻凧」の2種類。それぞれの種類同士で勝負が行われる。
大凧
大凧は縦7メートル、横5メートルの畳24畳大で、合戦凧としては世界最大級である。竹の骨組みに和紙を貼ってあり、鼻緒と呼ばれる揚がり方をコントロールする長さ30メートル程の細めのワラ縄42本と引き合い用の直径2.5センチ程の麻製の揚げ綱（元綱：モトイト）が付いている。この揚げ綱は材料の50から60キロの日本麻を3ヶ月かけて名人が長さ130メートルの綱に仕上げたもの。
巻凧
巻凧は縦2.8メートル、横2.2メートルの畳5畳程度の六角凧である。元綱と4本の鼻緒が付いている。ちなみに巻凧の名称は、凧を収納する際に、縦骨を抜きくるくると巻き取るところから由来する。

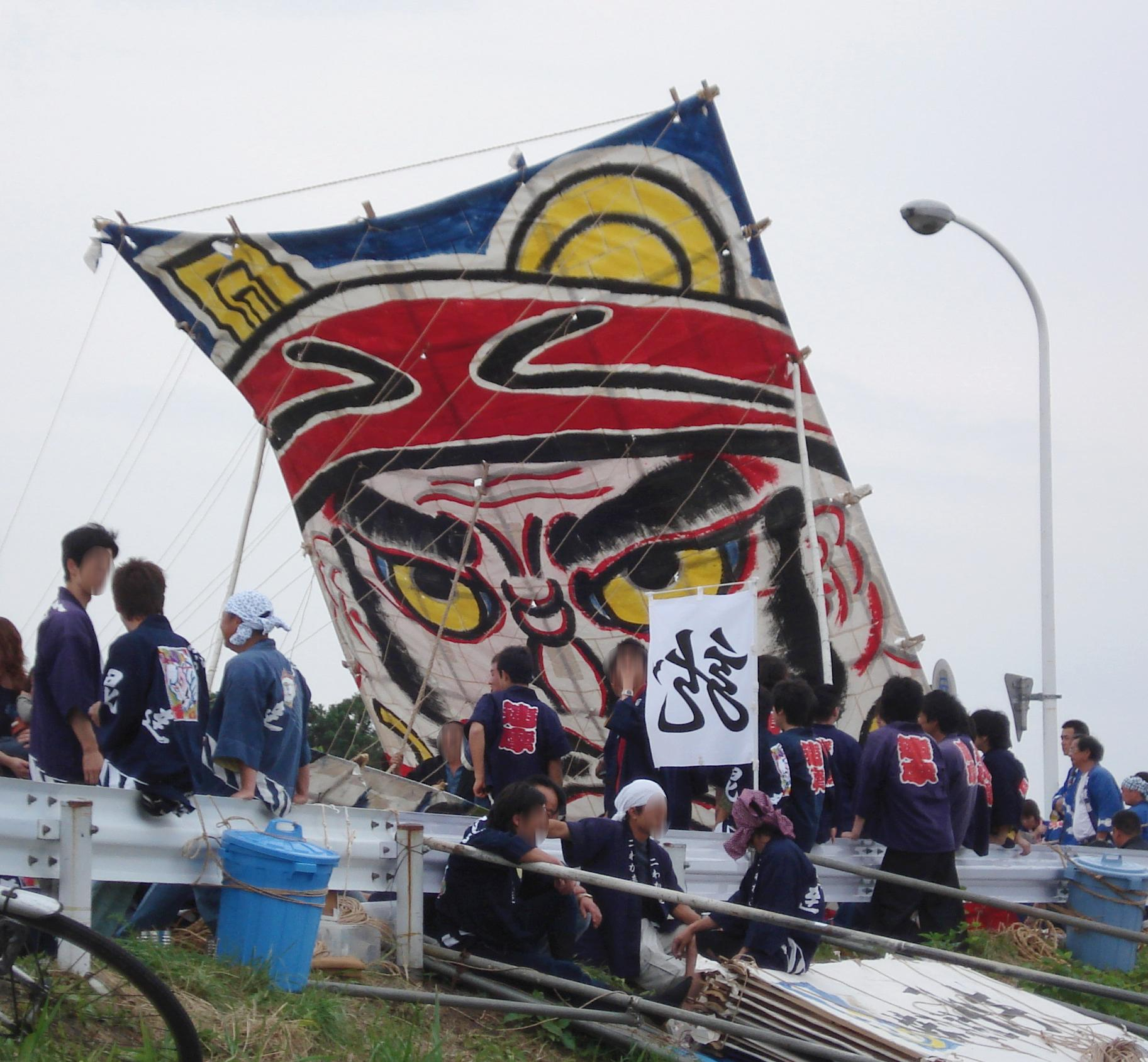
大凧の例
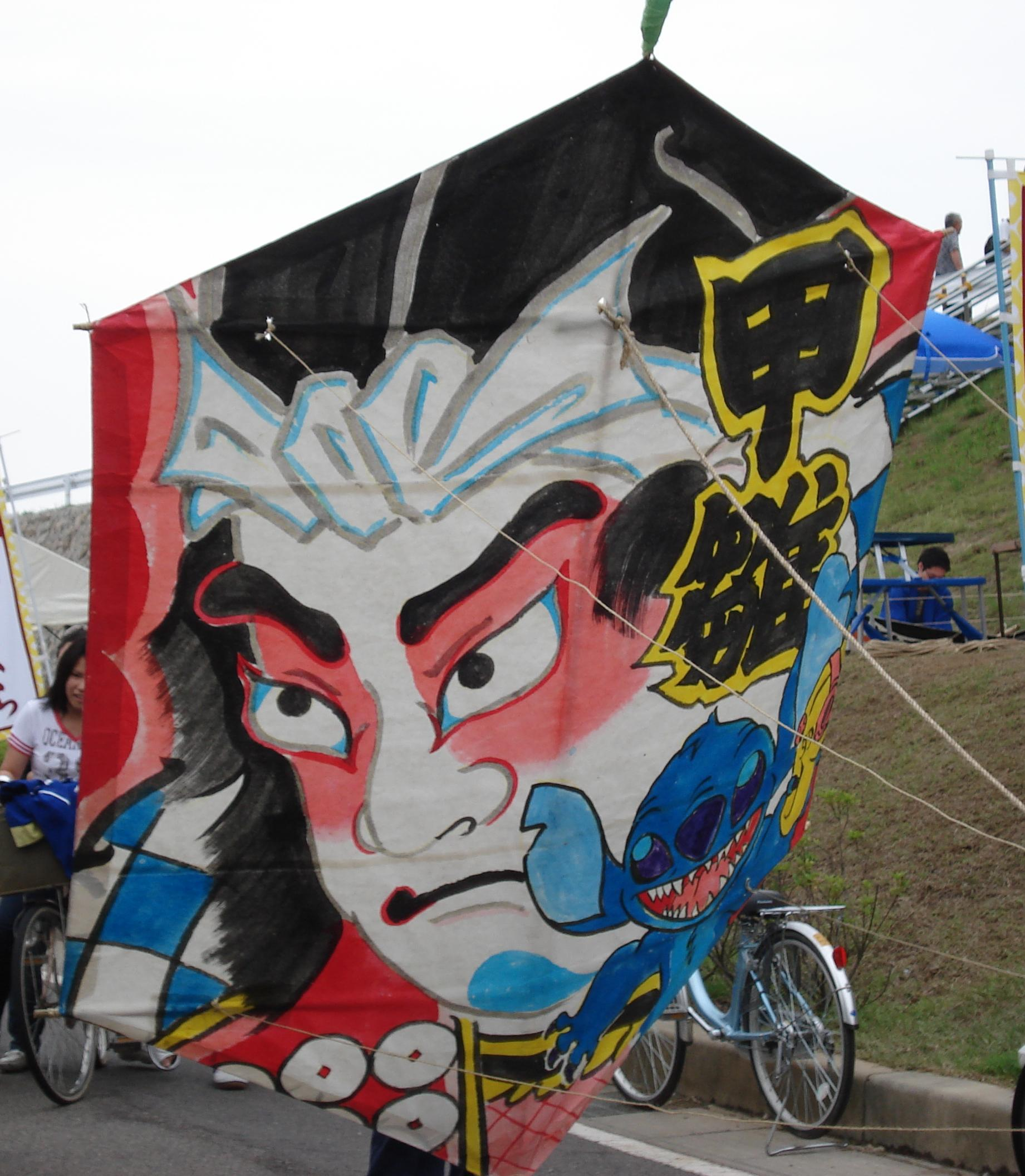
巻凧の例

## 優勝旗・白根凧合戦協会
明治44年（1911年）6月6日、高田歩兵第58連隊付オーストリア武官・レルヒ少佐が第13師団長・長岡外史と共に凧見物に訪れた際、「日本古来の武士道的合戦」と絶賛し、同年7月に優勝旗を寄贈した。旗は昭和6年（1931年）、白根大火で失われるまで使用された。
優勝旗が寄贈されたのを機に優勝制度のルールの制定や勝敗の審判などを目的に白根凧合戦協会が設立された。平成23年（2011年）、設立100周年を機に残された資料から優勝旗を復元した。

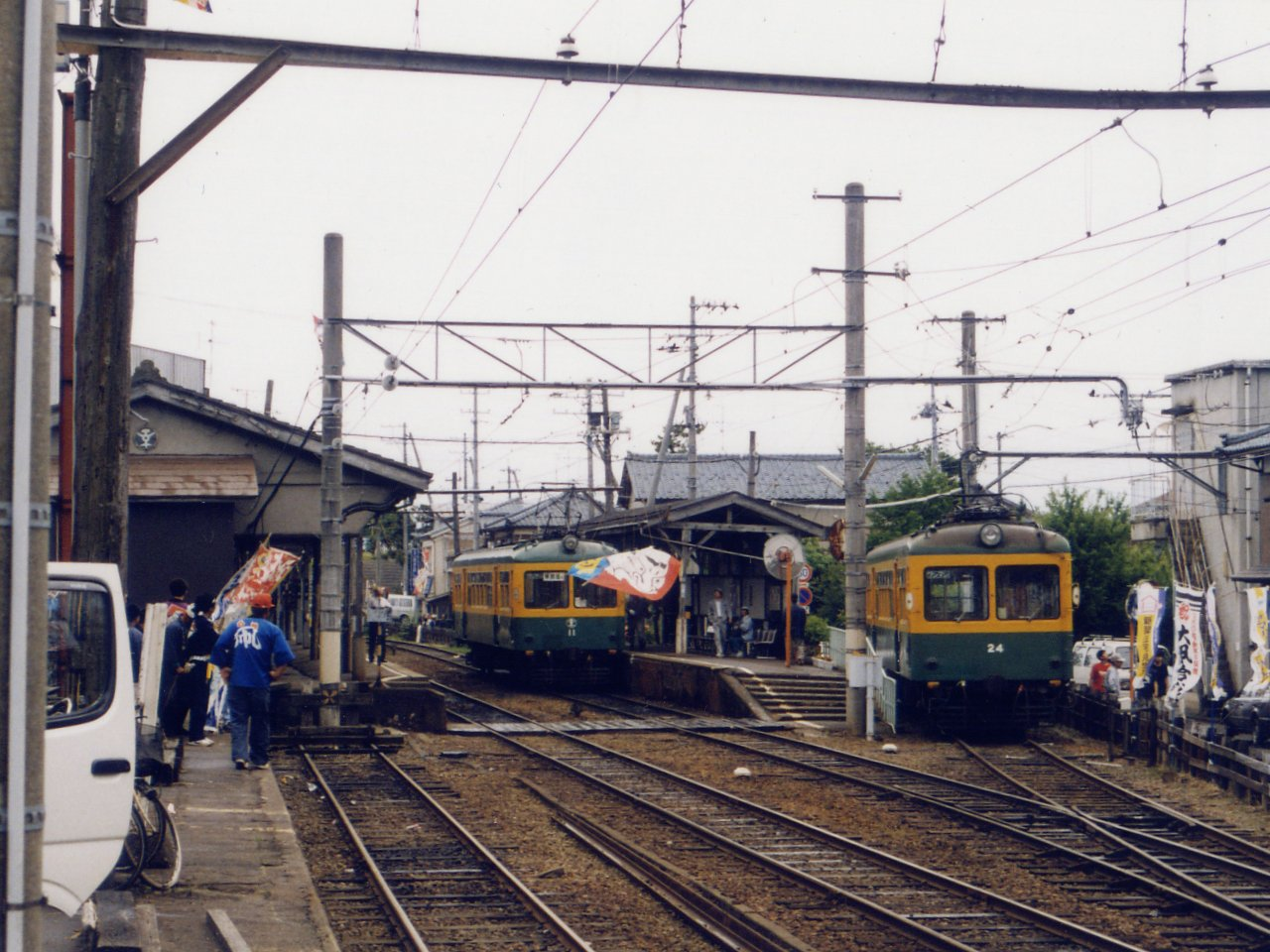
凧の落下により電車が止まるハプニング（白根駅、1997年）

## 登場する作品
映画
トラック野郎・度胸一番星（1977年、東映）
男はつらいよ 旅と女と寅次郎（1983年、松竹）

## しろね大凧と歴史の館
ふるさと創生事業の一環として建設され、1994年（平成6年）8月に白根総合公園内にオープンした博物館であり、世界各国の凧の展示や白根の歴史展示のほか、凧を作れる凧工房や実際に凧揚げをできる風洞実験室が設けられている。